# 阿然
阿然（法語：Ajain，發音：[aʒɛ̃]），法国中部市镇，位于新阿基坦大区克勒兹省，隶属于盖雷区，其市镇面积为33.14平方公里，2022年1月1日时人口数量为1,028人，在法国市镇中排名第9,782位（2021年）。
阿然位于克勒兹省中北部，是省会盖雷的一个卫星城，法国国道N154线横穿其全境。

## 地名来源

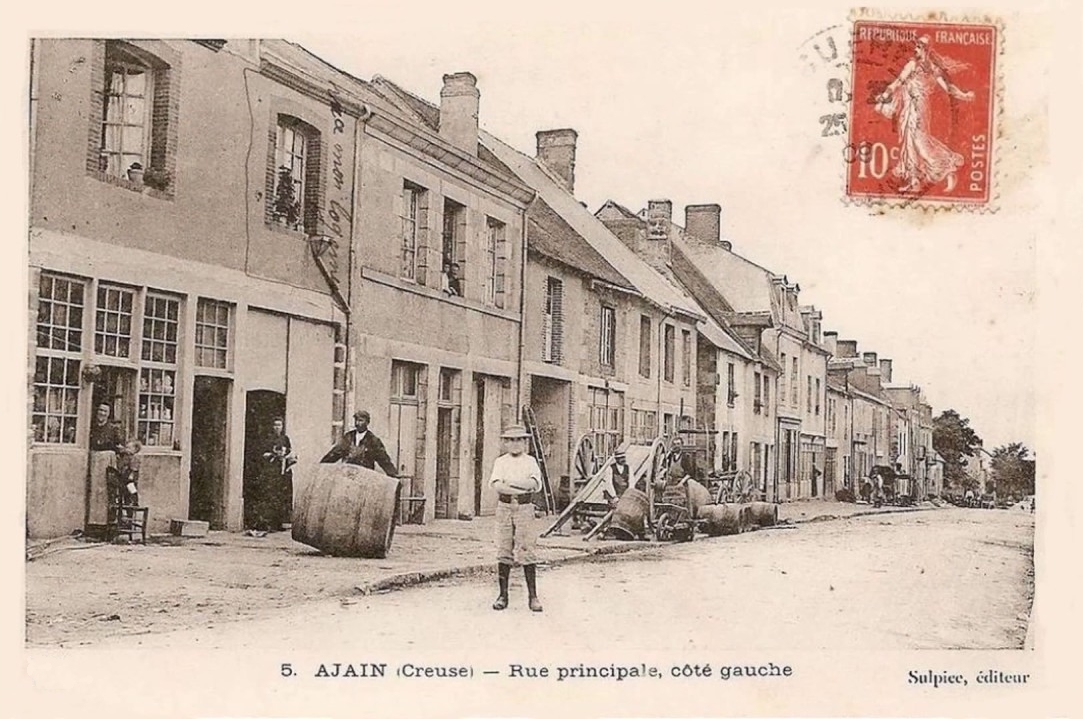
二十世纪初的阿然街道

“Ajain”一名的来源及含义均尚有待考证。

## 历史
阿然的早期历史尚不清楚，当地镇中心的圣女升天教堂于十三世纪末建成。法国大革命后，阿然成为克勒兹省的一个市镇。1848年6月15日，因不满税收政策，克勒兹省居民在阿然及盖雷地区发动大规模抗议活动，最终造成16名抗议者遇难。第一次世界大战期间，阿然的一处教会讲堂被改建为集中营以关押被俘虏的德意志士兵，战后该营地被改建为养老院。
在地方文化研究方面，当地的地方历史爱好者于2022年6月创建了“阿然遗产协会”（Association Ajain Patrimoine）。

## 地理

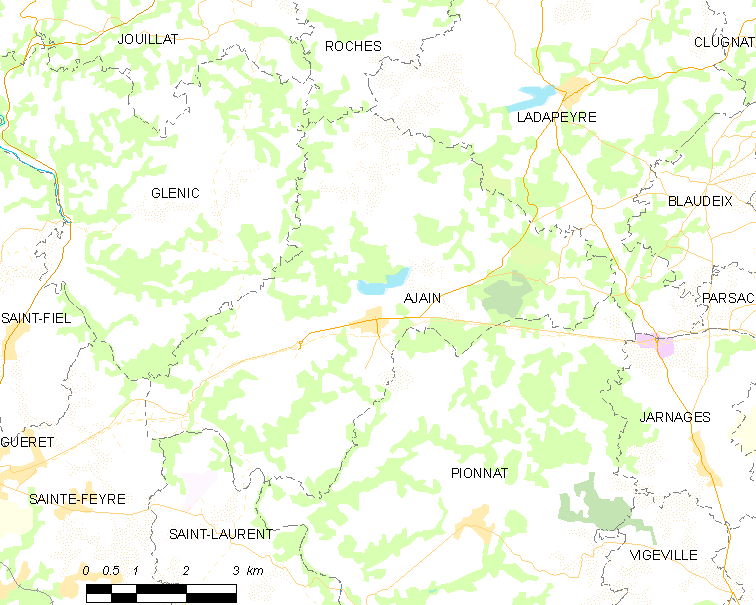
阿然市镇范围地图

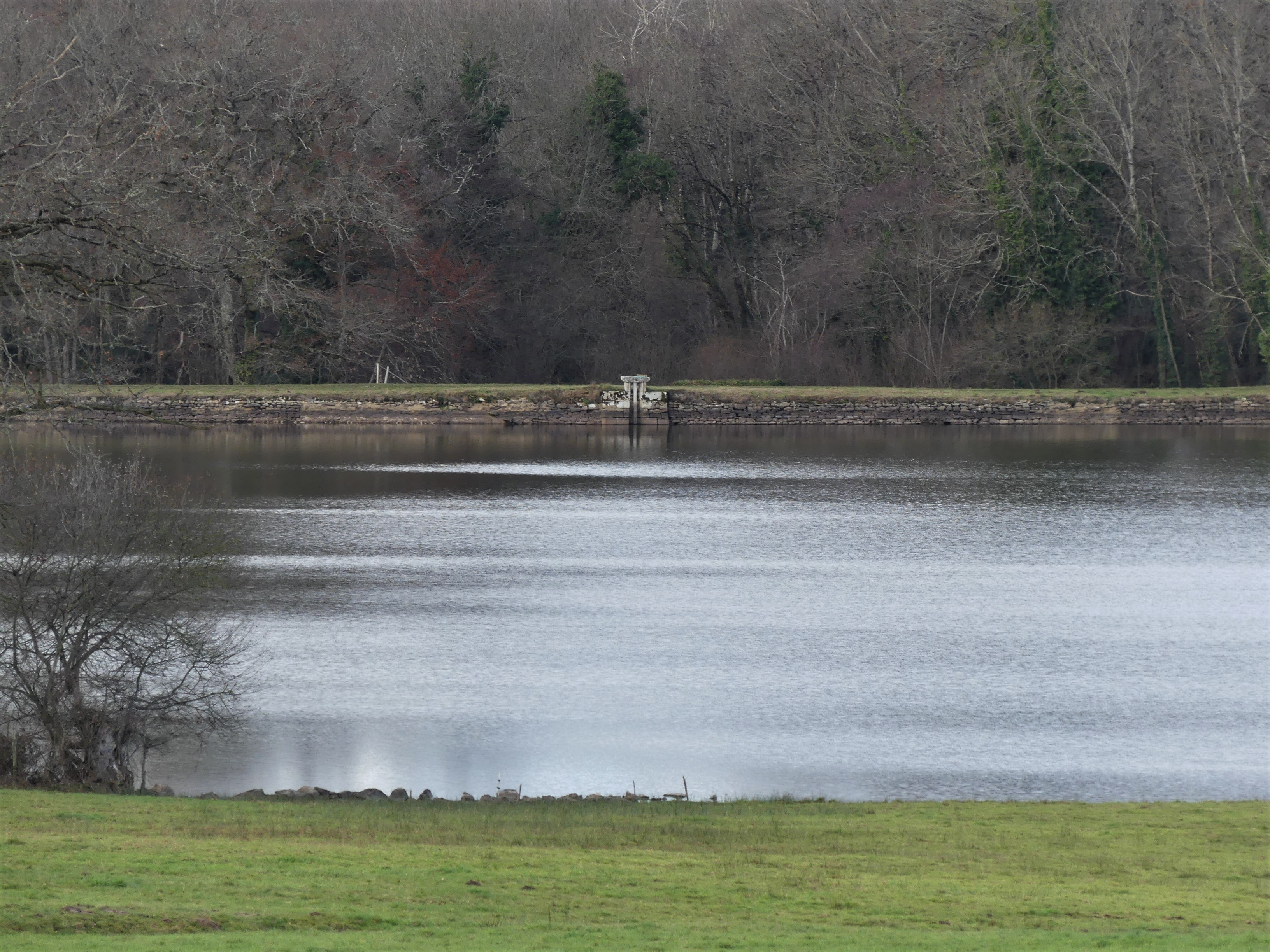
锡尼奥勒塘

阿然位于法国中部，新阿基坦大区东北部和克勒兹省中部偏北，距离省会盖雷大约11公里。与阿然接壤的市镇包括：格莱尼克、拉达佩尔、罗什、圣费尔、圣洛朗和皮奥纳。

### 地形
阿然位于法国中央高原西北部，马尔什地区腹地，境内以丘陵为主，市镇中心位于一处地势相对较为平坦的台地地带，西南部多起伏明显的山谷丘陵，全境海拔在310到652米之间。

### 水文
克勒兹河自东南向西北流经阿然市镇西南界，其右岸支流加讷河（La Gasne）发源于阿然市区西侧并向西南注入克勒兹河，此外阿然市区北侧还有锡尼奥勒塘（Étang des Signolles）和尚普鲁瓦塘（Étang de Champroy）两处湖泊。

### 植被
阿然属于温带阔叶混交林区，林地多分布于河流附近及坡地地带，当地多博卡日景观，市区东部为大树林（Grand Bois）和普雷布树林（Bois de Prébout），西南部为莱萨穆勒树林（Bois des Amoureux）。
在鲜花城市的评比中，阿然暂未被评级。

### 自然灾害
阿然的地震危险度等级为2级，属于低危险；氡辐射等级为3级，属于高危险。1982至2024年间，阿然境内共发生4次有记录的自然灾害，其中2次为洪涝。

### 气候
阿然在柯本气候分类法中属于带有一定大陆性气候特征的温带海洋性气候（Cfb）。

## 行政区划
阿然的市镇编号为23002，邮政编号为23380。
在行政管理方面，阿然隶属于法国新阿基坦大区克勒兹省盖雷区；在地方选举方面，阿然隶属于圣沃里县，其市镇范围全境被划入克勒兹省选区；在社会管理方面，阿然是大盖雷城市圈公共社区的组成部分。
截至2025年1月，阿然市镇范围内的暂无任何城市敏感街区及城市政策优先街区。
法国国家统计与经济研究所（简称“INSEE”）在进行数据统计时，未将阿然划入任何城市核心区（Unité urbaine），并将包括阿然在内的周边共72个市镇划为盖雷城市辐射区。此外，INSEE还将阿然市镇整体看作一个“块区”（IRIS），以便于统计人口分布情况。

## 交通

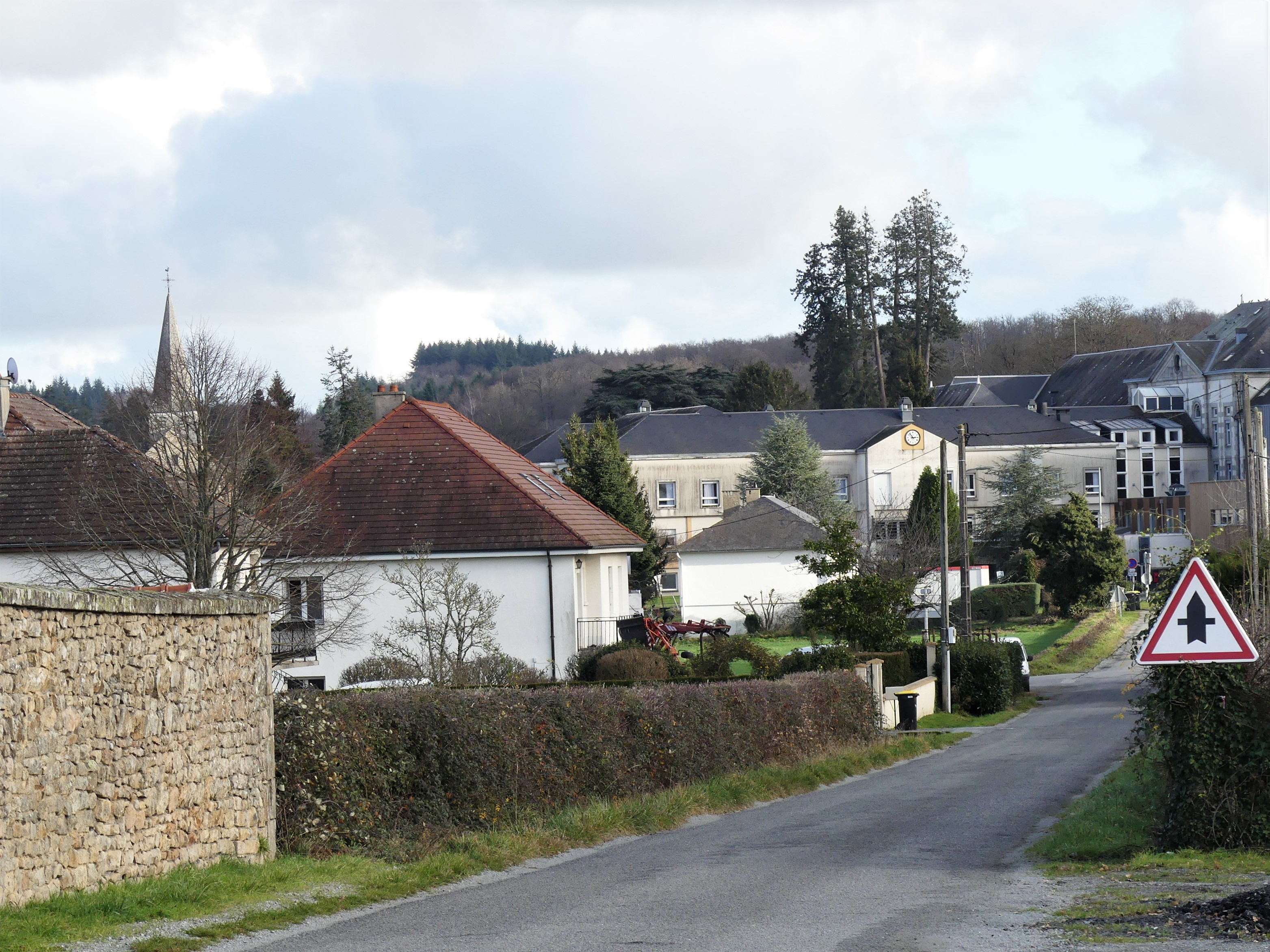
从省道D63A1线眺望阿然市区

### 公路
法国国道N145线横穿阿然境内，另有克勒兹省省道D3线、D11线、D16线和D63A1线在阿然境内交汇。新阿基坦大区下属的克勒兹省城际客运254线经停阿然，可通往盖雷、古宗、埃沃莱班等地。
2021年，68.2%的阿然家庭拥有至少一辆私人汽车。2022年，阿然境内共发生各类交通事故1起，造成1人遇难。
| 23 | 52 |

| 盖雷 | 11 |

| 古宗 | 20 |

| 布萨克 | 29 |

### 铁路
距离阿然最近的运营中的客运铁路车站为10公里外的盖雷站，该站停靠往返于利摩日和蒙吕松一线的区域列车，部分班次可通往费勒坦。

### 航空
阿然距离利摩日机场的公路里程大约103公里。

### 城市公共交通
阿然是盖雷城市公共交通（商业名称为“Agglobus”）的服务覆盖范围。截至2025年1月，该系统共包括8条常规公交线路和数个片区的定制公交（TAD）服务，其中定制公交北部片区服务范围包含了阿然市区。

## 政治

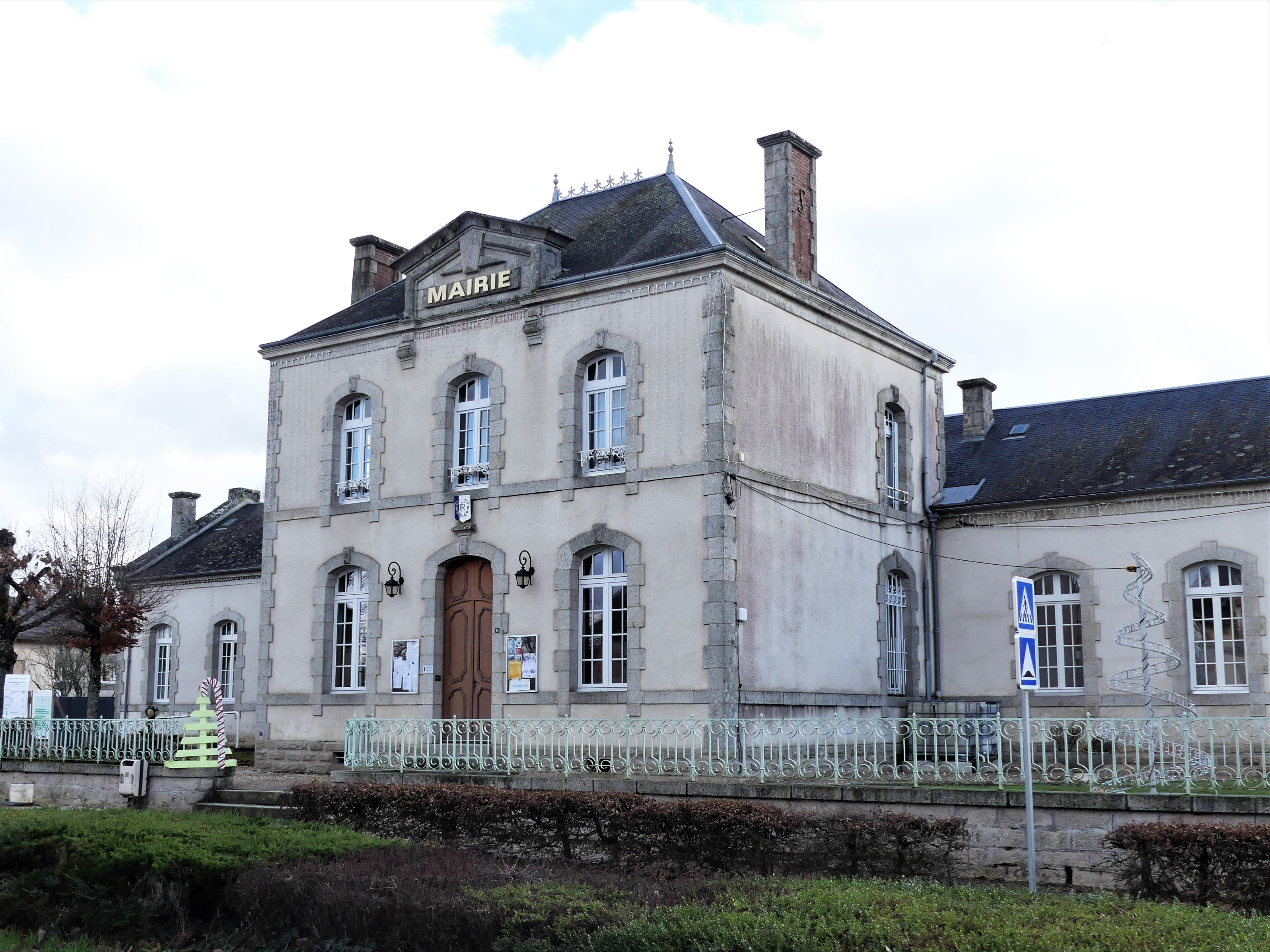
阿然市政厅

阿然的现任市长为居伊·鲁雄先生（Guy ROUCHON），他的党籍不详，在2020年的市政选举中获得了100%的支持率（无其他候选人）。
在2022年的法国总统大选的第二轮选举中，法国第25任总统埃马纽埃尔·马克龙在阿然获得了52.74%的支持率。

## 人口
2022年，阿然市镇人口数量为1,028，在法国排名第9,782位。其中男性471人，女性561人，75岁及以上人口占18.7%，外籍人口数量为6人，人口密度为31人/平方公里，当地居民被称为（男性）或（女性）。2015至2021年间，阿然的人口增长率为–1.5%。2022年，阿然境内出生6人，死亡人口82人。
| 阿然1901年－2022年人口变化情况 |
|                                |
| 数据来源：Cassini、INSEE       |

## 经济

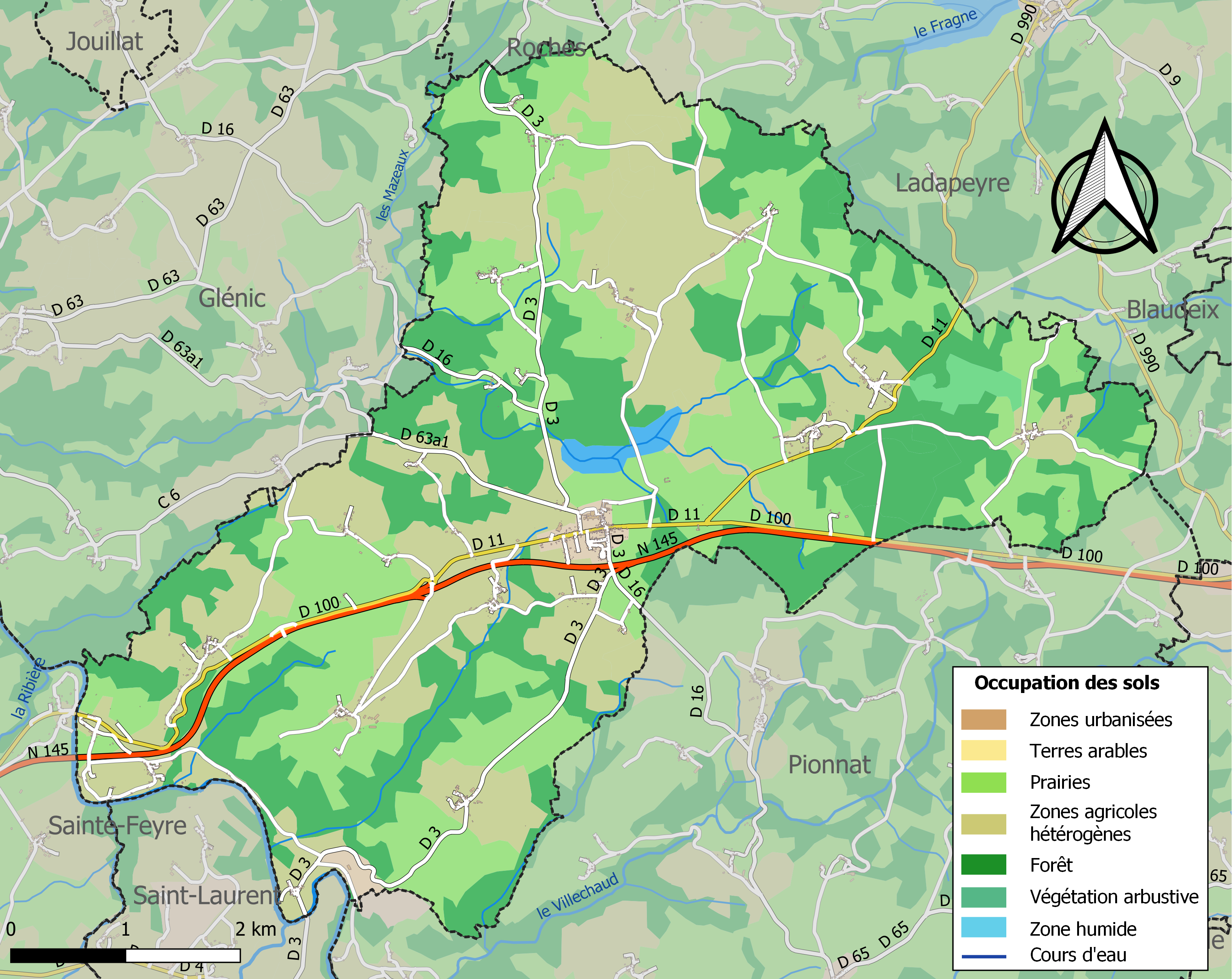
阿然土地利用情况地图

INSEE于2020年将阿然划入盖雷就业区（Zone d'emploi de Guéret），并又于2022年将其划入盖雷生活区（Bassin de vie de Guéret）。截至2025年1月，阿然市镇范围内共有各类用人单位（包含自雇）122家，比上一年同期新增2家。

## 财政与居民收入
2023年，阿然的财政收入总额为881,910欧元，财政支出总额为818,020欧元，当年的债务总额为165,450欧元。2023年，阿然市镇通过增值税获得98,240欧元的收入，此外当地还共获得了279,510欧元的国家直接财政补助。
| 阿然居民收入情况                                                                                   | 阿然居民收入情况    | 阿然居民收入情况    | 阿然居民收入情况    |
| 内容                                                                                               | 阿然                | 克勒兹省            | 法國                |
| -------------------------------------------------------------------------------------------------- | ------------------- | ------------------- | ------------------- |
| 居民平均时薪                                                                                       | 不详*               | 13.3欧元（2022年）  | 17欧元（2022年）    |
| 高级职员人均时薪                                                                                   | 不详*               | 22.2欧元（2022年）  | 29.1欧元（2022年）  |
| 中级职员人均时薪                                                                                   | 不详*               | 15欧元（2022年）    | 16.6欧元（2022年）  |
| 普通职员人均时薪                                                                                   | 不详*               | 11.4欧元（2022年）  | 12.1欧元（2022年）  |
| 工人人均时薪                                                                                       | 不详*               | 11.7欧元（2022年）  | 12.5欧元（2022年）  |
| 贫困率                                                                                             | 不详*               | 19.2%（2021年）     | 14.5%（2021年）     |
| 青壮年（15至64岁）失业率                                                                           | 9.2%（2021年）      | 11.4%（2021年）     | 10.4%（2021年）     |
| 家庭总数                                                                                           | 397（2022年）       | 217（2022年）       | 1,160（2022年）     |
| 征税家庭数量占比                                                                                   | 38.2%（2023年）     | 42.2%（2022年）     | 44.8%（2022年）     |
| 家庭年均纳税                                                                                       | 1,919欧元（2023年） | 3,269欧元（2022年） | 4,481欧元（2022年） |
| *注：INSEE未公布2,000人口以下市镇的部分经济数据。 资料来源：INSEE、L'Internaute、Le Journal du Net |                     |                     |                     |

## 社会事务

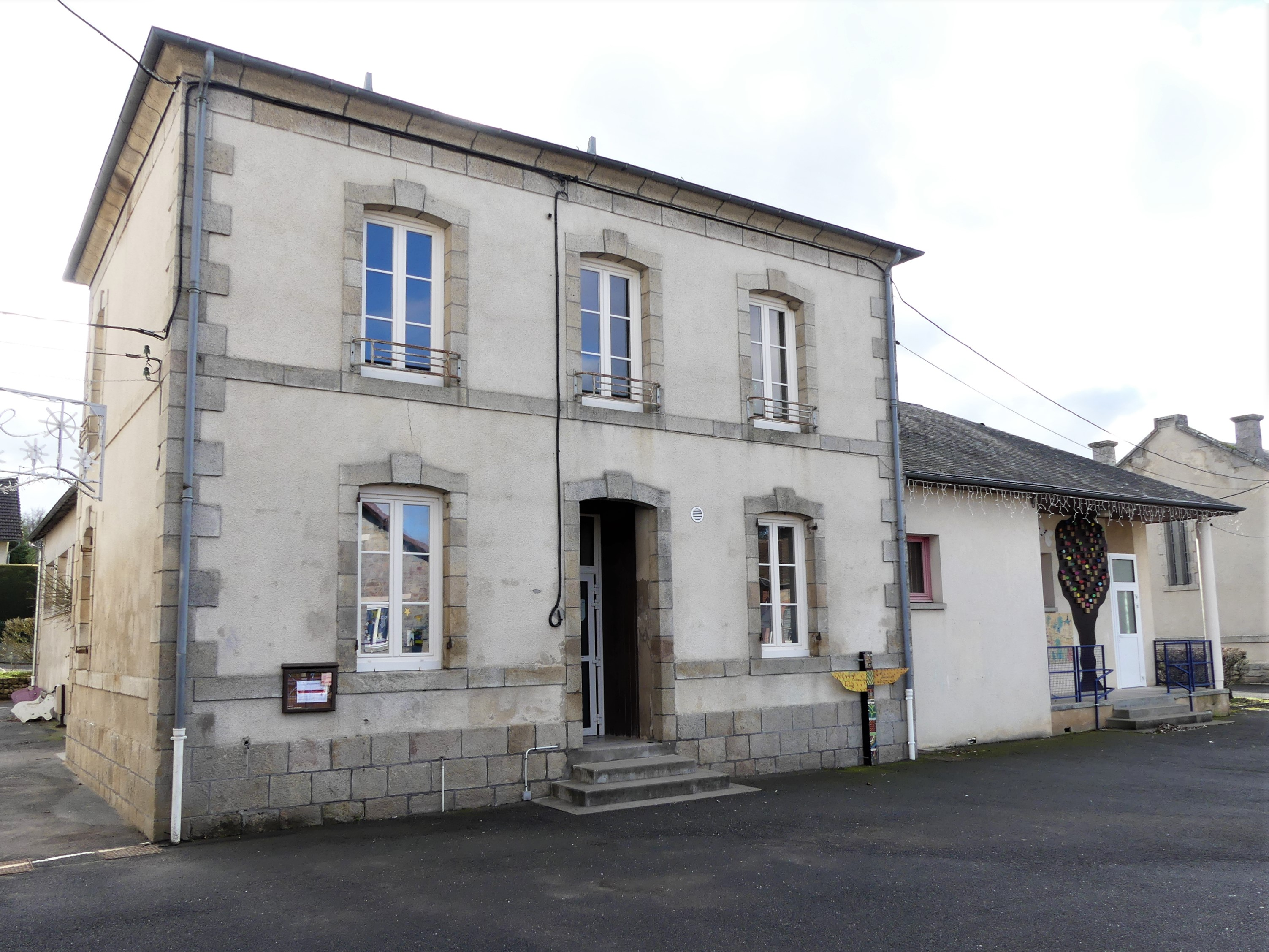
阿然的一所学校

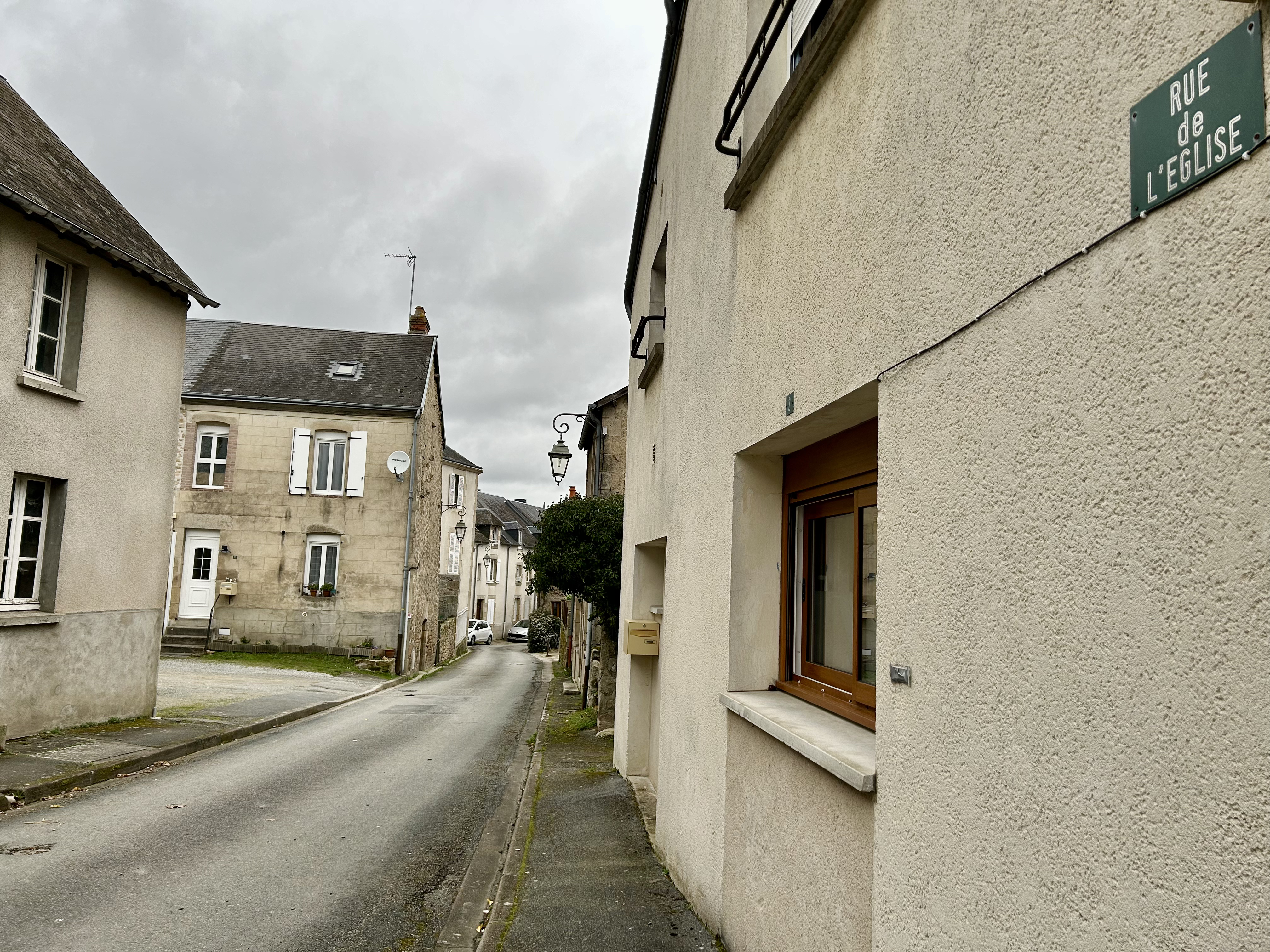
教堂街附近的民居

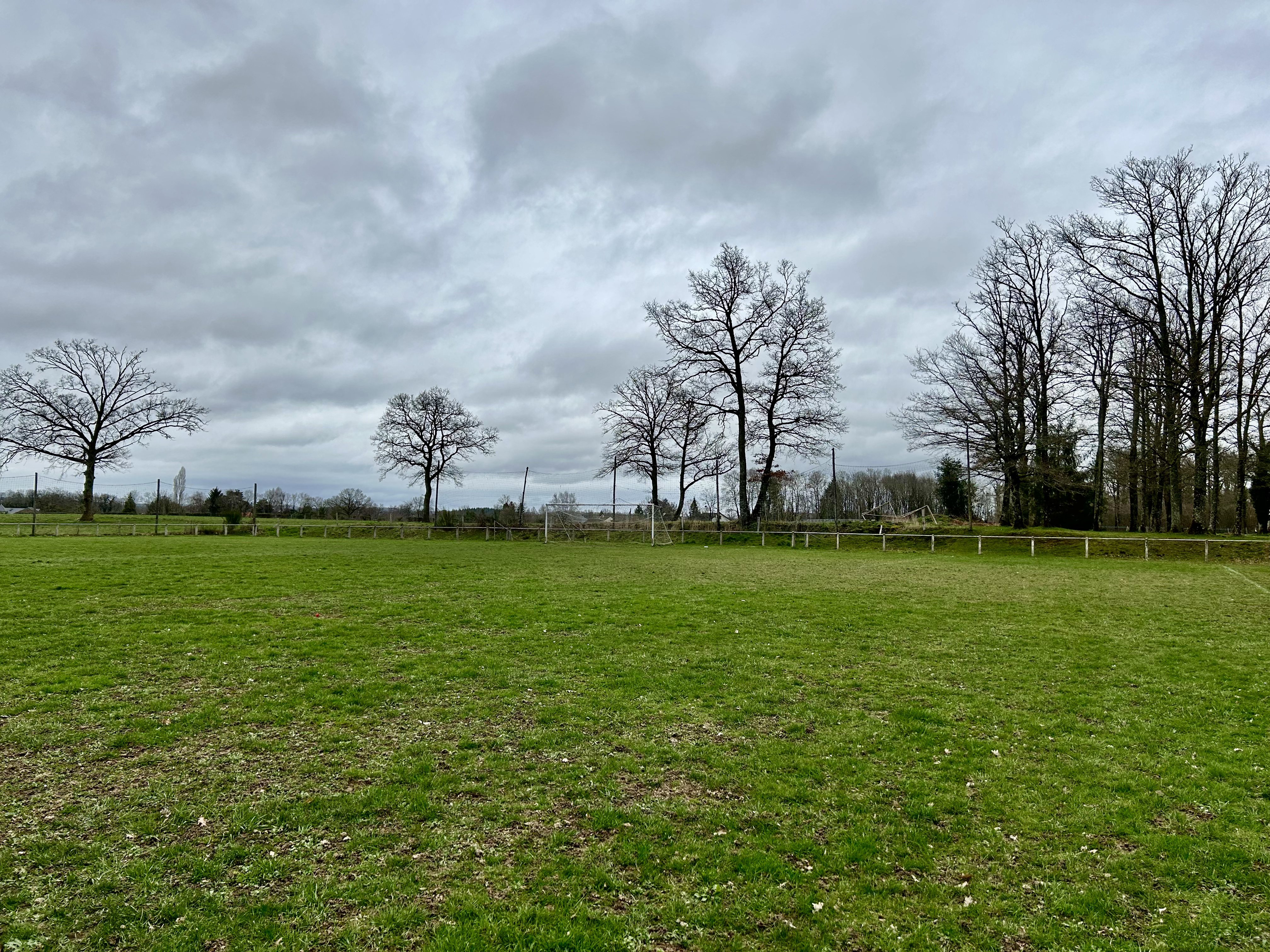
莱绍姆球场

### 教育
阿然属于利摩日学区。截至2023年1月1日，阿然境内共有1所小学。

### 医疗
截至2023年1月1日，阿然境内共有护士2名、药房1家、养老院1家。
距离阿然最近的区域性医疗机构为盖雷中心医院（Centre Hospitalier de Guéret），其主病区医院位于盖雷市区南部，距离阿然市区的正常车程大约11分钟，该院设有床位266个，是克勒兹省境内规模最大的公立综合性医院。

### 住房
2021年，阿然境内共有各类住房532套，其中95.7%为独立式住宅，4.1%为集中式住宅。常住房屋占阿然市镇范围内居民建筑总量的74.8%。2023年，阿然的居住税率为11.56%，不动产税率为40.52%（其中空置土地的不动产税率为59.69%）。
在住房保障政策方面，2023年，阿然境内共有155户家庭获得了家庭津贴补助，受益人数占总人口数量的15.1%，无房租补助。

### 商业
2021年，阿然境内共有各类实体商铺23家，其中杂货店1家、面包房3家、美容美发店1家、汽车维修店2家。

### 体育
2023年，阿然境内共有1处马术场以及2处足球或橄榄球场。
截至2025年1月，阿然体育会（Union Sportive d'Ajain，编号537724）是阿然境内唯一的一家注册足球俱乐部，该俱乐部成立于1986年，其主队2024至2025赛季参加克勒兹省足球联赛乙组（法国第十级别），其主场为莱绍姆球场（Stade des Chaumes）。

### 环境
阿然的环境事务由其所属的大盖雷城市圈公共社区联合各级政府协调负责。2021年，阿然境内暂无污染企业。

### 治安
2023年，阿然市镇范围内累计记录各类案件11起，其中盗窃类案件4起，人身侵犯类案件4起，毒品交易类案件2起。

## 文化

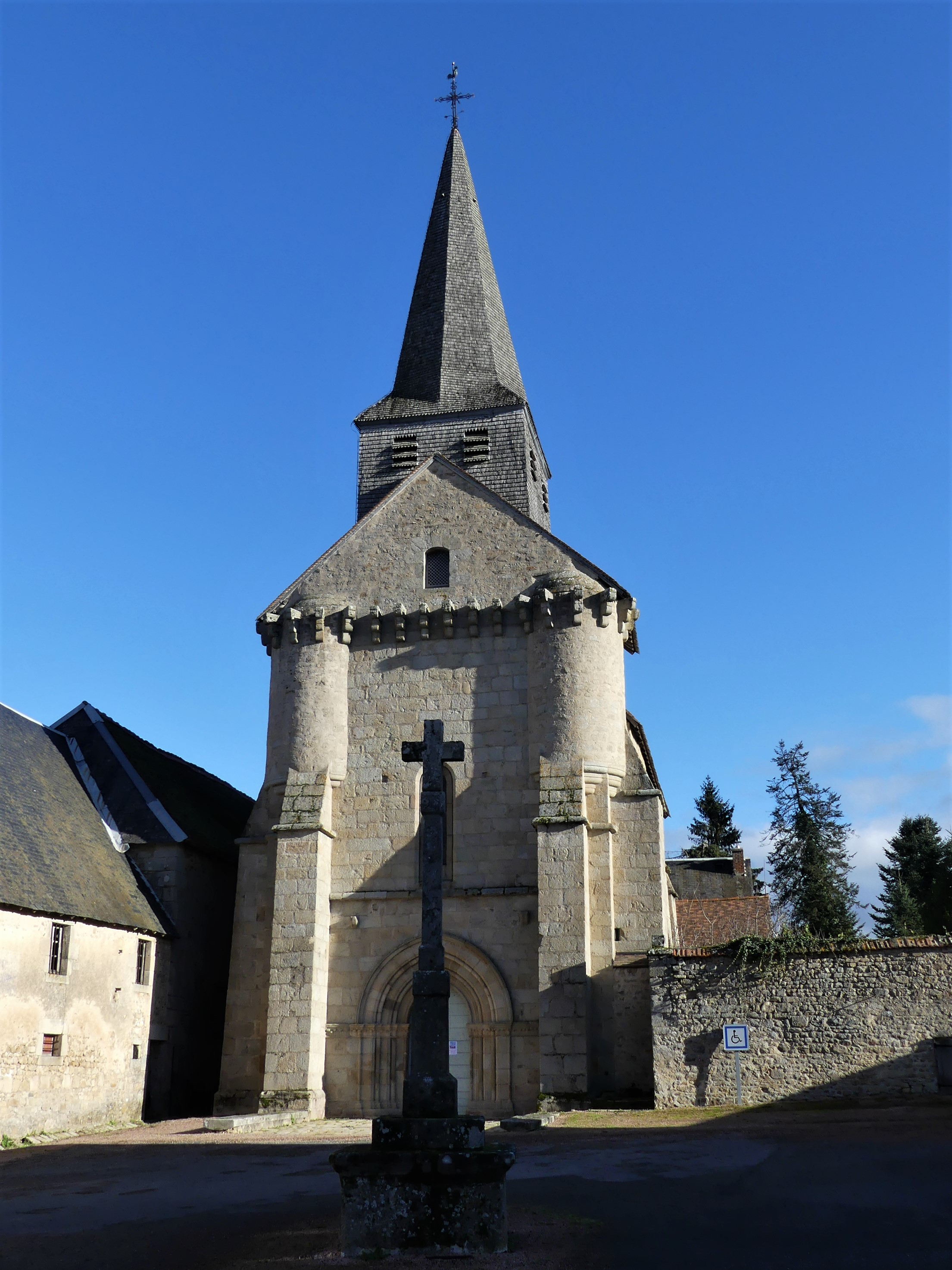
圣女升天教堂

2021年，阿然境内暂无任何文化设施。阿然境内建有邮局-图书馆（Biblioposte），每周一至六向公众开放。

### 建筑
截至2025年1月，阿然境内共有1处建筑被列入法国国家文物保护单位，为圣女升天教堂。

### 旅游
阿然的旅游事务由其所属的大盖雷城市圈公共社区联合各级政府协调负责。2024年，阿然境内暂无任何游客接待设施。

### 媒体
法国主要的媒体均可在阿然接收，法国电视三台下属的新阿基坦大区频道在部分时段播出阿然所在克勒兹省的地方新闻。《山地报》、《中央人民报》、云雀广播、Ici克勒兹等是当地主要的地方性媒体。

## 友好城市
截至2025年1月，阿然暂未建立任何友好城市关系。